# Dziechlino
Dziechlino (deutsch Ober Lischnitz, früher Dzechlin) ist ein Dorf in der polnischen Woiwodschaft Pommern. Es gehört zur Gmina Nowa Wieś Lęborska (Landgemeinde Neuendorf) im Powiat Lęborski.

## Geographische Lage
Die Ortschaft liegt in Hinterpommern, etwa sieben Kilometer südwestlich der Stadt Lębork (Lauenburg).

## Geschichte
Mit Dzenzelitz oder Dzechlin und weiteren Ortschaften belehnten im Jahr 1527 die Herzöge von Pommern die beiden Brüder Klaus und Stephan von Thadden. Von 1575 bis 1621 saß auf dem Gut Dzechlin die Familie Tarmen. Um 1784 war Ernst Ludwig von Weiher der Gutsbesitzer, um 1836 Hermann von Weiher.
Im Jahr 1874 wurde das Gut Dzechlin dem Amtsbezirk Lischnitz zugeordnet, zu dem außerdem noch das Gut Chotzlow, das Gut Vitröse, die Gemeinde Vitröse und das Gut Lischnitz gehörten.
Bis 1945 bildete das nun Ober Lischnitz genannte Dorf einen Ortsteil der Gemeinde Lischnitz im Landkreis Lauenburg i. Pom., Regierungsbezirk Köslin, der Provinz Pommern des Deutschen Reichs.
Gegen Ende des Zweiten Weltkriegs wurde die Region im Frühjahr 1945 von der Roten Armee besetzt. Bald darauf wurde der Ort zusammen mit ganz Hinterpommern unter polnische Verwaltung gestellt. Es begann danach die Zuwanderung polnischer Zivilisten. Ober Lischnitz erhielt den polnischen Ortsnamen Dziechlino. Die deutschen Einwohner des Dorfs wurden in der darauf folgenden Zeit vertrieben. 

### Bevölkerungsentwicklung
| Jahr | Einwohner | Anmerkungen                                        |
| ---- | --------- | -------------------------------------------------- |
| 1854 | 124       | [ 8 ]                                              |
| 1864 | 311       | zusammen mit Gut Lischnitz, einschließlich Militär |
| 1867 | 106       | [ 10 ]                                             |
| 1871 | 94        | darunter 93 Evangelische und ein Katholik          |
| 1905 | 564       | zusammen mit Gut Lischnitz                         |

## Kirchspiel bis 1945
Die Evangelischen aus Ober Lischnitz gehörten zum Kirchspiel Krampkewitz.